# Hungary Heritage Cup 2016
La Hungary Heritage Cup 2016 (en español: Copa de la herencia de Hungría 2016) fue un torneo amistoso de fútbol en que se disputó del 1 al 3 de agosto de 2016 en Szarvas, Hungría. Contó con la participación de cuatro selecciones: Alta Hungría, Rutenia Subcarpática, País Sículo y Délvidék. El campeón del torneo calificó automáticamente a la Copa Mundial de Fútbol de ConIFA de 2018.

## Participantes
| Equipos participantes | Equipos participantes | Equipos participantes | Equipos participantes |
| --------------------- | --------------------- | --------------------- | --------------------- |
| Délvidék              | País Sículo           | Rutenia Subcarpática  | Alta Hungría          |

## Partidos
| 01 de agosto de 2016 | Felvidék    | 1-1 (5-4 p.) | Kárpátalja | Erzsébet-ligeti Sporttelep, Szarvas, Hungría |  |
| 17:45                | Renczes 30' | Reporte      | 42'        |                                              |  |

| 01 de agosto de 2016 | Délvidék                                | 3-1     | País Székely | Erzsébet-ligeti Sporttelep, Szarvas, Hungría |  |
| 15:00                | Mindlecz 16' · Pozsár 63' · Könyves 77' | Reporte | 78' Bajkó    |                                              |  |

#### Final
| 03 de agosto de 2016 | Délvidék | 1-2     | Felvidék       | Erzsébet-ligeti Sporttelep, Szarvas, Hungría |  |
| 16:45                | Nagy     | Reporte | Érsek · Magyar |                                              |  |